# Pico Rivera
Pico Rivera est une ville du comté de Los Angeles, dans l'État de Californie aux États-Unis. Au recensement de 2000 sa population était de 63 428 habitants.

## Géographie
Selon le Bureau du recensement, elle a une superficie de 22,9 km², dont 1,4 km² de plans d'eau, soit 6,22 % du total.

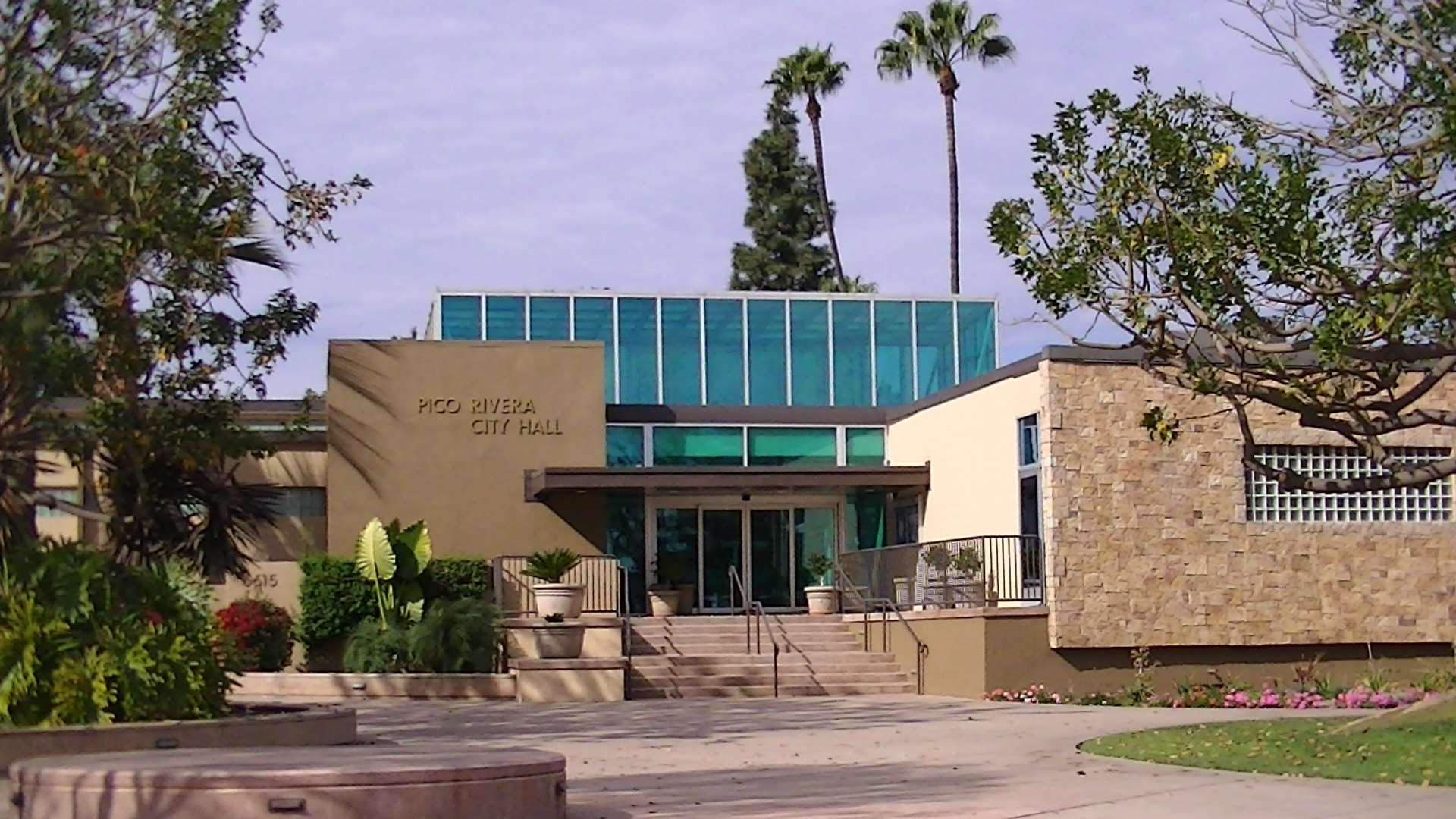
Hôtel de ville de Pico Rivera

## Démographie
| 1960   | 1970   | 1980   | 1990   | 2000   | 2010   |
| ------ | ------ | ------ | ------ | ------ | ------ |
| 49 150 | 54 170 | 53 387 | 59 177 | 63 428 | 62 942 |

## Économie
Une usine de 157 acres (0,64 km2) localisée à l'angle des boulevards Rosemead et Washington boulevards a été bâtie et travaillait pour le Ford Motor Company. L'usine a fermé en 1980 et a été rachetée par Northrop en 1982 pour sa Advanced Systems Division.
Lors de la présentation du bombardier Northrop B-2 Spirit en 1988, il a été révélé qu'une grande partie du développement pour ce projet projet avait en fait eu lieu sur le site.
Au début des années 1990, la division est renommée la B-2 Division pour refléter sa plus fameuse production. À son pic, le projet employait 13 000 personnes à Pico Rivera.
Le site a été fermé et démoli en 2001 et est maintenant un centre commercial important, avec entre autres un magasin Wal-Mart et un Lowes.